# ملحمة الشفق (سلسلة أفلام)
ملحمة الشفق (بالإنجليزية: The Twilight Saga)‏ هي سلسلة من خمسة أفلام فانتازيا رومانسية حول مصاصي الدماء من إنتاج شركة سمت إنترتاينمنت تستند إلى أربع روايات للمؤلفة ستيفاني ماير. تم تمثيل الأدوار الرئسية في السلسة من قِبَل كريستينا ستيوارت بدور بيلا وروبرت باتينسون بدور ادوارد مصاص الدماء وتايلور لوتنر بدور المستذئب. حققت السلسلة أكثر من 3.3 مليار دولار في جميع أنحاء العالم. تم إصدار الفيلم الأول بعنوان الشفق، في 21 نوفمبر 2008. أما الجزء الثاني القمر الجديد، فقد تم إصداره في 20 نوفمبر 2009، محطمًا أرقامًا قياسية في شبابيك التذاكر باعتباره أكبر عرض في منتصف الليل وفي يوم الإفتتاح في التاريخ، حيث بلغ إجمالي أرباح اليوم الإفتتاحي 72.7  مليون دولار. تم إصدار الفيلم الثالث تحت عنوان الخسوف، في 30 يونيو 2010، وكان أول إصدار من السلسلة يَتِم عرضه بتقنية آيماكس.
كانت السلسلة قيد التطوير منذ عام 2004 في باراماونت بيكتشرز، وخلال تلك الفترة تمت كتابة مقتبس من فيلم الشفق يختلف اختلافًا كبيرًا عن الرواية. بعد ثلاث سنوات، حصلت شركة سمت إنترتاينمنت على حقوق الفيلم. بعد أن حقق فيلم الشفق 35.7 مليون دولار في يوم افتتاحه،  أعلنت شركة سمت إنترتاينمنت أنها ستبدأ إنتاج فيلم القمر الجديد. كما أن الشركة حصلت على حقوق الروايات المتبقية في وقت سابق من نفس الشهر. بدأ تصوير فيلم مكون من جزأين يعتمد على رواية بزوغ الفجر في نوفمبر 2010 مع تواريخ الإصدار في 18 نوفمبر 2011 و 16 نوفمبر 2012 على التوالي.

## تطور المشروع
قامت شركة أفلام إم تي في التابعة لشركة باراماونت بيكتشرز بتطوير مشروع فيلم الشفق لمدة ثلاث سنوات تقريبًا، وخلال هذه الفترة تمت كتابة سيناريو لفيلم مقتبس يختلف اختلافًا كبيرًا عن الرواية. على سبيل المثال، حوّل السيناريو بيلا إلى نجمة رياضية.
صرحت ستيفاني ماير بأنه كان هناك بعض الجدل حول السماح بإنتاج الفيلم بسبب التخوف من ردة فعل المشاهدين السلبية أو الإيجابية للفيلم مقارنة بالكتاب، «كان بإمكانهم إخراج هذا الفيلم [السابق]، وتسميته بـإسم آخر، ولم يكأن سيكتشف أيُّ أحدٍ أن هذا الفيلم كان فيلم الشفق!». فكرة رؤية مشاهد يتم تصويرها بشكل صحيح، وتحديداً مشهد المَرْج، أقنعت ماير ببيع الحقوق. لكن عند رؤيتها لنص السيناريو، كانت خائفة من أنها اتخذت القرار الخاطئ. عندما أعادت شركة سمت إنترتاينمنت تكوين نفسها لتصبح استديو كامل الخدمات  في أبريل 2007، نجحت في الحصول على حقوق الرواية. أراد إريك فيج، رئيس الإنتاج في شركة سمت إنترتاينمنت، اقتباسًا سينمائيا قريبًا من الكتاب. نظرت الشركة إلى الفيلم على أنه فرصة لإطلاق حق الامتياز على أساس نجاح كتاب ماير وتوابعه. شعرت ماير أن سمت إنترتاينمنت كانت متفتِّحَة للسماح لها بأن تكون جزءًا من الفيلم. تم التعاقد مع كاثرين هاردويك لإخراج الفيلم، وبعد ذلك بوقت قصير، تم اختيار ميليسا روزنبرغ لتكون المسؤولة الرئيسية عن كتابة سيناريو الفيلم.
حضَّرت روزنبرغ مخططًا بحلول نهاية أغسطس وبدأت في كتابة السيناريو خلال الشهر التالي بالتعاون مع هاردويك. وتحدثت ميليسا عن هاردويك قائلة «لقد كانت شريكة مدهشهة ولديها العديد من الأفكار الرائعة.... كنت أنهي المشاهد وأرسلها إليها، وأضيف ملاحظاتها.» بسبب إضراب نقابة الكتاب الأمريكية 2007-2008، عملت روزنبرغ بدوام كامل لإنهاء السيناريو قبل 31 أكتوبر. في الفيلم المقتبس، «كان عليها أن تُركِّز الكثير من الأحداث.» تم استبعاد بعض الشخصيات، وتم دمج البعض الآخر. أوضح روزنبرغ: «كان هدفنا طوال الوقت هو أن نظلَّ صادقين مع الكتاب، لا يجب أن نقوم باقتباس حرفي كلمة بكلمة ولكن يجب علينا التأكد من أن جميع الشخصيات تسير في مساراتها المحددة ويجب أن تكون رحلاتها العاطفية هي نفسها.» اقترح هاردويك استخدام تعليق صوتي للتعبير عن الحوار الداخلي للبطل، حيث يتم سرد الرواية من وجهة نظر بيلا؛ ورسمت بعض القصص المصورة خلال مرحلة ما قبل الإنتاج.
كانت المؤلفة ماير والمخرجة هاردويك على علاقة وثيقة أثناء تطور مشروع الشفق. أرادت هاردويك احتضان التجربة وجعل الشخصيات في الكتب تنبض بالحياة. كانت تتصل بماير بعد تغيير المشهد قليلاً، الأمر الذي فاجأ المؤلفة، «لقد سمعت القصص... أعلم أن هذا ليس عاديًّا عندما يقومون بتكييف كتاب.» كانت ماير، المتشائمة بطبيعتها، تنتظر الأسوأ، لكنها بدلاً من ذلك وصفت تجربتها مع التكييف السينمائي لكتبها بأنه «أفضل ما كنت أتمناه».
في الأصل كان من المقرر إصدار فيلم الشفق الأول في ديسمبر 2008، لكن تم تقديم تاريخ الإصدار ليصبح في 21 نوفمبر 2008، بعد انتقال هاري بوتر والأمير الهجين (فيلم) من إصدار نوفمبر 2008 إلى إصداره في يوليو 2009.

## طاقم التمثيل

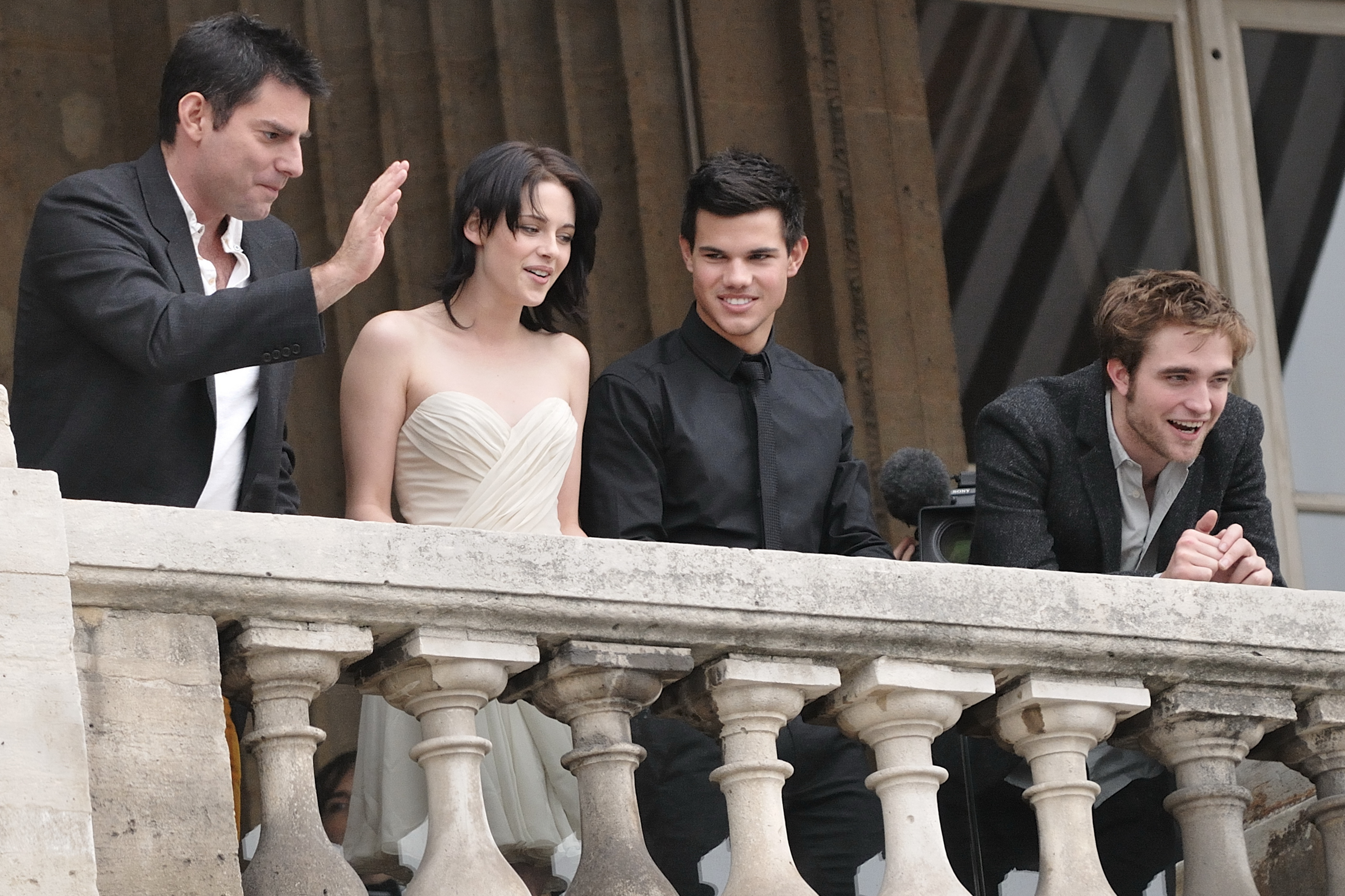
(من اليسار إلى اليمين) المخرج كريس ويتز وكريستين ستيوارت وتايلور لوتنر وروبرت باتينسون يحضرون التصوير الفوتوغرافي لفيلم ملحمة الشفق: قمر جديد في 10 نوفمبر 2009 في باريس، فرنسا.

كانت كريستين ستيوارت في مجموعة أدفنتورلاند (فيلم) عندما زارها هاردويك لإجراء اختبار شاشة غير رسمي، والذي «أعجب» المخرجة. لم تختر هاردويك في البداية روبرت باتينسون لدور إدوارد كولين؛ ولكن بعد اختبار في منزلها مع ستيوارت، تم اختياره. سمحت ماير لباتينسون بمشاهدة مخطوطة من رواية مدنايت سان غير المكتملة، والتي تؤرخ الأحداث في الشفق من وجهة نظر إدوارد. كانت ماير «متحمسة ومنتشية» ردًا على اختيار الشخصيتين الرئيسيتين. كانت قد أعربت عن رغبتها في تمثيل إميلي براوننج وهنري كافيل في دور بيلا وإدوارد، على التوالي، قبل مرحلة ما قبل الإنتاج.
في الأصل، لم يكن بيتر فانسيلي سيلعب دور كارلايل كولين: "أحبت هاردويك أدائه، ولكن كان الاستوديو يريد من ممثل آخر أن يُؤدِّي الدور." لأسباب غير معروفة، لم يكن هذا الممثل قادرًا على لعب الدور، وتم اختيار بيتر فانسيلي مكانه. انتقد بعض المعجبين اختيار آشلي غرين لتصوير أليس كولين لأن غرين أطول بسبع بوصات (18 سم) من شخصيتها كما هو موصوف في الرواية. قالت ماير إن راشيل لي كوك تشبه رؤيتها لأليس. نيكي ريد، التي صورت روزالي هيل، عملت سابقًا مع هاردويك في فيلم ثلاثة عشر الناجح (2003)، وأسياد دوغتاون (2005).
كان كيلان لوتز في إفريقيا، يقوم بتصوير مسلسل قصير بعنوان «جينيرايشن كيل» لشبكة إتش بي أو التلفزيونية، عندما أجريت اختبارات أداء شخصية إيميت كولين. في الوقت الذي انتهى فيه إنتاج مسلسل إتش بي أو في ديسمبر 2007 كانت تجارب الأداء قد انتهت، لكن الممثل المختار «فشل». وتم اختبار لوتز لاحقًا وانتقل إلى ولاية أوريغون، حيث اختارته هاردويك شخصيًا.
أرادت راشيل لوفيفر أن تلعب دورًا في الفيلم لأن هاردويك كانت المخرجة. كما أنها رأت «إمكانية استكشاف شخصية، وكانت تأمل أن تضم السلسلة أكثر من ثلاثة أفلام»؛ وأرادت تصوير شخصية مصاصة دماء". حيث اعتقدت أن مصاصي الدماء كانوا في الأساس أفضل استعارة لقلق الإنسان والأسئلة حول البقاء على قيد الحياة." أجرت كريستيان سيراتوس الاختبار في البداية لأداء دور جيسيكا ستانلي، لكنها «وقعت في حب شخصية أنجيلا» بعد قراءة الكتب واستفادت من فرصة لاحقة لاختبار أداء أنجيلا ويبر. ذهب دور جيسيكا ستانلي إلى آنا كندريك، التي حصلت على الدور بعد تجربتين مختلطتين مع ممثلين مختلفين.
بسبب التغيرات الجسدية الكبيرة التي حدثت في شخصية جاكوب بلاك بين الشفق والقمر الجديد، فكر المخرج كريس ويتز في استبدال تايلور لوتنر في التكملة بممثل يمكنه تصوير «جاكوب بلاك الجديد الأكبر» بدقة أكبر. في محاولة للحفاظ على الدور، عمل لوتنر بشكل مكثف وتخلص من 30 رطلاً. في يناير 2009، أعلنت ويتز وسمت إنترتاينمنت أن لوتنر سيستمر في دور جاكوب في ملحمه الشفق: قمر جديد.
في أواخر مارس 2009، أصدرت شركة سمت إنترتاينمنت قائمة الممثلين الذين سيصورون «حزمة الذئب» جنبًا إلى جنب مع لوتنر. ترأس فريق التمثيل لبقية أفراد كوليوت المخرج رينيه هاينز، الذي عمل في أفلام مع ممثلين أمريكيين أصليين كبار، مثل فيلم يرقص مع الذئاب وفيلم ادفن قلبي عند الركبة المصابة.
في منتصف عام 2009، أُعلن أن برايس دالاس هوارد ستحل محل راشيل لوفيفر في دور فيكتوريا في فيلم الشفق الثالث، ملحمة الشفق: خسوف. أرجعت شركة سمت إنترتاينمنت سببا لتغيير إلى تضارب المواعيد. وقالت لوفيفر إنها شعرت «بالذهول» و «الحزن الشديد» من القرار. تم تصوير جوديل فارلاند على أنها مصاصة دماء حديثًة. من بين أعضاء فريق التمثيل الجدد الآخرين للفيلم الثالث خافير صامويل في دور رايلي، وجاك هيوستن في دور رويس كينغ الثاني، وكاتالينا ساندينو مورينو في دور ماريا، وجوليا جونز في دور ليا كليرووتر، وبوبو ستيوارت في دور سيث كليرووتر.

## إنتاج
استغرق التصوير الرئيسي لـ الشفق 44 يومًا، بعد أكثر من أسبوع من التدريبات، وانتهى في 2 مايو 2008. على غرار أول إخراج لها في ثلاثة عشر، اختارت هاردويك استخدامًا واسعًا للتصوير السينمائي اليدوي لجعل الفيلم «حقيقيًا». زارت ماير موقع الإنتاج ثلاث مرات، وتم استشارتها في جوانب مختلفة من القصة؛ كما قامت أيضًا بدور كاميو قصير في الفيلم. لجعل حركاتهم الجسدية أكثر واقعية، وللتعوُّد على أساليب القتال التي تمارسها شخصياتهم، شارك فريق الممثلين الذين يلعبون مصاصي الدماء في التدريبات مع مصمم رقصات وكما قاموا بملاحظة حركات النمور وصفاتها الجسدية. بدلاً من التصوير في مدرسة فوركس الثانوية نفسها، تم تصوير المشاهد التي تحدث في المدرسة في مدرسة كالاما الثانوية ومدرسة ماديسون الثانوية. تم تصوير مشاهد أخرى في سانت هيلين، أوريغون، وأعادت هاردويك تصوير بعض اللقطات في باسادينا، كاليفورنيا، في أغسطس.
في أوائل نوفمبر 2008، أعلنت شركة سمت إنترتاينمنت أنها حصلت على حقوق الكتب المتبقية في سلسلة الشفق لستيفاني ماير: القمر الجديد، الكسوف، وبزوغ الفجر. في 22 نوفمبر 2008، بعد يوم واحد من الإصدار المسرحي لـ الشفق، أكدت سمت أنها ستبدأ العمل في القمر الجديد. كانت ميليسا روزنبرغ تعمل على تكييف الرواية قبل إصدار الشفق وسَلَّمَت مسودة القمر الجديد خلال عطلة نهاية الأسبوع الافتتاحية للشفق في نوفمبر 2008.
في أوائل ديسمبر 2008، أُعلن أن مخرجة فيلم الشفق كاثرين هاردويك لن تعود لإخراج التكملة. صرَّحت هاردويك أن القيود الزمنية كانت سبب تركها للمشروع. بدلاً من ذلك، تم تعيين كريس ويتز، مخرج فيلم البوصلة الذهبية والمخرج المساعد لفيلم الفطيرة الأمريكية، لإخراج ملحمة الشفق: قمر جديد. بدأ تصوير فيلم قمر جديد في فانكوفر في أواخر مارس 2009، وفي مونتيبولسيانو بإيطاليا في أواخر مايو 2009.
في أوائل عام 2009، قبل إصدار ملحمة الشفق: قمر جديد. أكدت سمت أنها ستبدأ الإنتاج في ملحمة الشفق: خسوف. نظرًا لأن ويتز سيكون في مرحلة ما بعد الإنتاج لـ قمر جديد عندما يبدأ تصوير فيلم ملحمة الشفق: خسوف، فلن يقوم بإخراج الفيلم الثالث. بدلاً من ذلك، تم إخراج ملحمة الشفق: خسوف من قبل المخرج ديفيد سليد، مع عودة ميليسا روزنبرغ ككاتبة سيناريو. بدأ التصوير في 17 أغسطس 2009 في استوديوهات فانكوفر السينمائية وانتهى في أواخر أكتوبر، مع بدء مرحلة ما بعد الإنتاج في أوائل الشهر التالي. في أبريل 2010، تم الكشف عن الحاجة إلى إعادة تصوير الفيلم. شوهد سليد، الذي قال سابقًا إنه لن يكون موجودًا معهم، مع ستيفاني ماير، في المجموعة. كان الممثلون الثلاثة الرئيسيون حاضرين أيضًا.
صرَّح ويك جودفري، منتج الأفلام السابقة في السلسلة، في منتصف عام 2009 أن لديهم نية لصنع نسخة الفيلم من بزوغ الفجر. بعد أشهر من التكهنات والشائعات، تم الإعلان رسميًا في 28 أبريل 2010، أن بيل كوندون الفائز بجائزة الأوسكار، الذي أخرج فيلم آلهة ووحوش وفتيات الحلم، سيخرج فيلم بزوغ الفجر؛ سينتج الفيلم ويك جودفري، كارين روزنفيلت، والمؤلفة ستيفاني ماير. وقال بيل كوندون «أنا متحمس جدًا للحصول على فرصة لإحياء ذروة هذه الملحمة على الشاشة. كما يعلم عشاق السلسلة، هذا كتاب فريد من نوعه - ونأمل في إنشاء تجربة سينمائية فريدة بنفس القدر». تم تحديد 18 نوفمبر 2011 كتاريخ إصدار للجزء الأول، بينما تم تحديد موعد الإصدار الثاني في 16 نوفمبر 2012. بعد هذا الإعلان، أكدت سمت رسميًا أن الفيلم المكون من جزأين للكتاب الرابع سيدخل مرحلة الإنتاج في خريف 11 يونيو 2010. مع هذا الإعلان، تم توضيح أن جميع الممثلين الرئيسيين، بما في ذلك الأدوار الرئيسية الثلاثة، عائلة كولين، وتشارلي سوان، سيعودون لكلا الجزأين. كما تم تأكيد بيل كوندون لإخراج كلا الجزأين.
من أجل الحفاظ على ميزانية معقولة في كلا الجزأين من بزوغ الفجر، والتي ستكون أكبر بكثير من الأجزاء السابقة في السلسلة، تم التفاوض أيضًا على التصوير في لويزيانا، مما يوفر ائتمانات ضريبية أكبر للاستفادة منها.

## أفلام السلسلة

### الشفق (2008)
الشفق من إخراج كاثرين هاردويك وكتبت ميليسا روزنبرغ سيناريو الفيلم. يركز على تطوير علاقة شخصية بين المراهقة بيلا سوان (كريستين ستيوارت) ومصاص الدماء إدوارد كولين (روبرت باتينسون)، والجهود اللاحقة لإدوارد وعائلته للحفاظ على بيلا في مأمن من مجموعة منفصلة من مصاصي الدماء المعادين. يرفض إدوارد الموافقة على طلب بيلا لتحويلها إلى مصاصة دماء حتى يكونا معًا إلى الأبد، بحجة أنه يجب أن تعيش حياة إنسانية طبيعية.
تم الإصدار المسرحي للفيلم ابتداءً من 21 نوفمبر 2008. وقد حقق 35.7 مليون دولار في يوم افتتاحه، ووصل إلى 393.6 مليون دولار أمريكي في جميع أنحاء العالم. تم إصدار قرص دي في دي في 21 مارس 2009 وحقق 238 مليون دولار إضافية من المبيعات. تم إصدار نسخة قرص بلوراي للفيلم في 21 مارس 2009، في مواقع محددة، ولكن تم إتاحتها على نطاق واسع في متاجر التجزئة في 5 مايو 2009، حيث بلغت أرباحها أكثر من 26 مليون دولار؛ وتما لحصول على إجمالي أكثر من 264 مليون دولار من مبيعات الوسائط المنزلية.

### ملحمة الشفق: قمر جديد
ملحمة الشفق: قمر جديد أخرجه كريس ويتز وكتبت ميليسا روزنبرغ سيناريو الفيلم. الفيلم يتبع رحيل كولينز من فوركس، ودخول بيلا سوان في اكتئاب شديد. استمر هذا الاكتئاب حتى طوَّرت بيلا صداقة قوية مع جاكوب بلاك (تايلور لوتنر). وتكتشف أن جاكوب أصبح مستذئباً رغمًا عنه. ويجب أن يحمي جاكوب وقبيلته بيلا من فيكتوريا، وجماعة من مصاصي الدماء. يخبر إدوارد بيلا أنه سيُحوِّلها إلى مصاص دماء إذا وافقت على الزواج منه.
تم الإصدار المسرحي للفيلم ابتداءً من 20 نوفمبر 2009، وسجل العديد من الأرقام القياسية. كان في ذلك الوقت أكبر فيلم يبيع تذاكر مسبقة في فانداغو وحقق أكبر افتتاح في منتصف الليل في تاريخ شبابيك التذاكر المحلي (الولايات المتحدة وكندا)، حيث بلغ إجمالي أرباحه 26.3 مليون دولار. تكملة لها، ملحمة الشفق: خسوف، حطمت هذا الرقم القياسي في يونيو 2010، محققة 72.7 مليون دولار في يوم افتتاحها محليًا، لتصبح أكبر افتتاح ليوم واحد في التاريخ المحلي. القمر الجديد هو ثالث أكبر عطلة نهاية أسبوع افتتاحية في التاريخ المحلي بمبلغ 142,839,137 دولارًا.

### ملحمة الشفق: خسوف
ملحمة الشفق: خسوف من إخراج ديفيد سليد وكتبت ميليسا روزنبرغ سيناريو الفيلم. يتتبع الفيلم بيلا سوان وهي تطور وعيها بالمضاعفات المحتملة للزواج من مصاص دماء. يشكل جاكوب بلاك وبقية الذئاب تحالفًا مؤقتًا مع آل كولين لمحاربة فيكتوريا وجيشها من مصاصي الدماء. للحفاظ على بيلا آمنة، يحاول جاكوب دون جدوى إقناع بيلا بترك إدوارد والبقاء معه. بدلاً من ذلك، يتقدم إدوارد لخطبة بيلا وتقبله هذه الأخيرة.
تم الإصدار المسرحي للفيلم ابتداءً من 30 يونيو 2010، وهو أول فيلم في سلسلة الشفق يتم إصداره بتقنية آيماكس. سجل رقمًا قياسيًا جديدًا لأكبر افتتاح في منتصف الليل محليًا (الولايات المتحدة وكندا) في تاريخ شبابيك التذاكر، حيث بلغ إجمالي أرباحه 30 مليون دولار في أكثر من 4000 مسرح. كان صاحب الرقم القياسي السابق هو الفيلم السابق في سلسلة ملحمة الشفق: قمر جديد بـ 26.3 مليون دولار في 3514 مسارح. حقَّق الفيلم بعد ذلك أكبر افتتاح يوم الأربعاء في التاريخ المحلي بحصوله على مجموع أرباح قدره 68.533.840 دولارًا متخطيًّا بذلك رقم فيلم المتحولون: ثأر الهاوي الذي حقَّق 62 مليون دولار. ملحمة الشفق:خسوف أصبح أيضًا الفيلم الأوسع إصدار على الإطلاق، حيث تم عرضه في أكثر من 4416 مسرح.

### ملحمة الشفق: بزوغ الفجر - الجزء 1 (2011)
ملحمة الشفق: بزوغ الفجر - الجزء 1 أخرجه بيل كوندون، وشاركت المؤلفة ستيفاني ماير في إنتاج الفيلم جنبًا إلى جنب مع كارين روزنفيلت وويك جودفري، مع كتابة ميليسا روزنبرغ لسيناريو الفيلم. تم تقسيم حبكة الكتاب إلى فيلمين، صدر الأول منهما في 18 نوفمبر 2011. وبدأ تصوير فيلم بزوغ الفجر في نوفمبر 2010.
الجزء الأول يحكي عن بيلا وإدوارد أثناء زواجهما وحمل بيلا. حيث يتعاملان مع صراع رهيب بسبب حمل بيلا التي تكاد تموت بسبب طفلها نصف البشري ونصف مصاص الدماء.

### ملحمة الشفق: بزوغ الفجر - الجزء 2 (2012)
تم إصدار ملحمة الشفق: بزوغ الفجر - الجزء 2 في 16 نوفمبر 2012.
يرى الجزء الثاني من بزوغ الفجر ذروة علاقة بيلا وإدوارد. يجب أن تتعلم بيلا، بصفتها مصاصة دماء تحولت حديثًا، لاستخدام قوى الدرع الخاصة بها، بالإضافة إلى حماية ابنتها رينسمي نصف مصاصة دماء نصف بشرية. يُظهر الفيلم أيضًا المعركة النهائية بين آل كولنز، جنبًا إلى جنب مع مصاصي الدماء من دينالي كلان، وأصدقاء مصاصي الدماء الآخرين، بالإضافة إلى المستذئبين من قبيلة كويليوت، ضد فولتوري.

## الموسيقى التصويرية

### الشفق
الشفق: تم اختيار الموسيقى التصويرية الأصلية للفيلم الأول من السلسلة من قبل المُشرِفة الموسيقية ألكسندرا باتسافاس. تم إصدار الألبوم في 4 نوفمبر 2008 من قبل متجر الفرم باتسافاس، بالاشتراك مع تسجيلات أتلانتيك، وظهر لأول مرة في رقم 1 على بيلبورد 200، بعد أن باع حوالي 165000 نسخة في الأسبوع الأول من إصداره، 29٪ منها كانت التنزيلات الرقمية. الشفق هو الفيلم الصوتي الأكثر مبيعًا في الولايات المتحدة منذ شيكاغو (2002). كانت أغنية «فك تشفير» لبارامور هي أول أغنية تم إصدارها من الموسيقى التصويرية. تم عرضه لأول مرة على موقع نادي المعجبين بارامور والموقع الرسمي لستيفاني ماير في 1 أكتوبر 2008. تم اعتماد الأغنية بلاتينية في الولايات المتحدة في 16 فبراير 2010، وبيعت أكثر من مليون نسخة. تم ترشيحه أيضًا لجائزة جرامي في عام 2010 لأفضل أغنية مكتوبة لفيلم. كانت أغنية «اذهب طوال الطريق (في الشفق)» للمخرج بيري فاريل، ثاني أغنية منفردة تم إصدارها من الموسيقى التصويرية. تم عرضه لأول مرة على موقع ماير في 23 أكتوبر 2008.
الشفق: النتيجة تم تأليفها وتنسيقها بواسطة كارتر بورويل على مدى 9 إلى 10 أسابيع، وتم تسجيلها وخلطها في حوالي أسبوعين في أواخر سبتمبر 2008. بدأ بورويل النتيجة بـ «موضوع الحب» لعلاقة بيلا وإدوارد، وهو شكل مختلف أصبح «تهليل بيلا» الذي يلعبه روبرت باتينسون في الفيلم، والذي تم تضمينه في فيلم الشفق الأصلي موشن الصورة الموسيقى التصويرية. يتم إبراز الموضوع الأصلي في جميع أنحاء الفيلم، ويعمل على «لعب الرومانسية التي تقود القصة». كان الموضوع الآخر الذي ألفه بورويل هو «موضوع المفترس»، والذي يفتح الفيلم ويهدف إلى لعب طبيعة مصاص دماء إدوارد. تشمل الموضوعات الأخرى خط الجهير ونغمات الطبل وصوت الجيتار المشوه لمصاصي الدماء الرحل ولحنًا لعائلة كولين. الشفق: النتيجة تم إصداره رقميًا في 25 نوفمبر 2008 وفي المتاجر في 9 ديسمبر.

### الشفق: قمر جديد
الشفق: قمر جديد (الصوت الأصلي للصورة المتحركة)، مرة أخرى، عملت ألكسندرا باتسافاس كمشرفة موسيقى؛ في حين أن الشفق: قمر جديد (النتيجة)، ألحان الكسندر ديسبلات. مخرج الفيلم، كريس ويتز، لديه علاقة عمل مع ديسبلات، الذي سجل أحد أفلامه السابقة، البوصلة الذهبية (2007). تم إصدار الشفق: قمر جديد (الصوت الأصلي للصورة المتحركة) في 16 أكتوبر 2009 من قبل متجر الفرم باتسافاس، بالاشتراك مع تسجيلات أتلانتيك. ظهر الألبوم لأول مرة في المركز الثاني على بيلبورد 200، ثم قفز لاحقًا إلى المركز الأول مع بيع 153000 نسخة.الشفق: قمر جديد: النتيجة تم إصداره في 24 نوفمبر 2009.

### الشفق: خسوف
ملحمة الشفق: خسوف (الصوت الأصلي للصورة المتحركة)، مرة أخرى، عملت الكسندرا باتسافاس كمشرفة موسيقية. تم إصداره في 8 يونيو 2010، من قبل متجر الفرم باتسافاس، بالاشتراك مع تسجيلات أتلانتيك. تم إصدار الأغنية الرئيسية من الموسيقى التصويرية، «تصادم النجوم النيوترونية (الحب يدوم إلى الأبد)»، التي تؤديها الفرقة البريطانية ميوز، في 17 مايو  2010. ظهرت الموسيقى التصويرية في المرتبة الثانية على مخطط ألبوم بيلبورد 200 الأمريكي مع مبيعات تقديرية 144000 نسخة.
نتيجة الفيلم، الشفق: خسوف (النتيجة)، من تأليف هووارد شورد، الذي قام بتأليف الدرجات لـ سيد الخواتيم ثلاثية (2001-2003).

### ملحمة الشفق: بزوغ الفجر - الجزء 1
الشفق:بزوغ الفجر - الجزء 1: (الصوت الأصلي للصورة المتحركة) شهد إصدار أغنيتين فرديتين: «ألف سنة» لكريستينا بيري و «ستمطر» لبرونو مارس. وصل الأول إلى المركز الأول والأخير من المرتبة الثانية على بيلبورد هوت 100.

### ملحمة الشفق بزوغ الفجر الجزء 2
ملحمة الشفق: بزوغ الفجر الجزء 2 (الصوت الأصلي للصورة المتحركة)، إنها الموسيقى التصويرية الخامسة في التسلسل الزمني للملحمة، وقد أنتجتها مرة أخرى ألكسندرا باتسافاس، منتجة الموسيقى للأفلام الثلاثة السابقة. تم الكشف عن قائمة أغاني الألبوم في 4 أكتوبر 2012، بما في ذلك الأغنية الرئيسية للألبوم. تم بيع 229000 نسخة من الألبوم في الولايات المتحدة في عام 2012، مما يجعله ثالث أكثر ألبومات الموسيقى التصويرية مبيعًا في العام. كما تم بيع 303000 نسخة حتَّى أبريل 2013.

## الاستقبال

### شبابيك التذاكر
حقق الشفق أكثر من 7 ملايين دولار في مبيعات التذاكر من عروض منتصف الليل وحدها في 21 نوفمبر 2008. وقد حققت 35.7 مليون دولار في يوم افتتاحها. في عطلة نهاية الأسبوع الافتتاحية في الولايات المتحدة وكندا، جمع فيلم الشفق 69.6 مليون دولار من 3419 مسرحًا بمتوسط 20368 دولارًا لكل مسرح.
حقق الفيلم 192.7 مليون دولار في الولايات المتحدة وكندا، و 200.8 مليون دولار أخرى في الأقاليم الدولية ليصبح المجموع 393.6 مليون دولار في جميع أنحاء العالم.
تم إصدار الفيلم على قرص دي في دي في أمريكا الشمالية في 21 مارس 2009 حتى منتصف الليل، وبيع أكثر من 3 ملايين وحدة في يومه الأول. استمرت في بيع الوحدات، واعتبارًا من يوليو 2012، كان مجموع أرباح بيع الوسائط المنزلية 201,323,629 دولارًا.
حطَّم فيلم قمر جديد أرقامًا قياسية لمبيعات التذاكر المسبقة، وهو ما أدَّى إلى إضافة بعض المسارح لتقديم لعروض إضافية. سجل الفيلم أرقامًا قياسية كأكبر افتتاح في منتصف الليل في تاريخ شباك التذاكر المحلي (الولايات المتحدة وكندا)، حيث بلغ إجمالي أرباحه 26.3 مليون دولار في 3514 مسرحًا، قبل أن يتوسع إلى 4024 مسرح. كان الرقم القياسي قد احتفظ به سابقًا هاري بوتر والأمير الهجين، والذي حقق 22.2 مليون دولار محليًا خلال العرض الأول في منتصف الليل. حقق الفيلم 72.7 مليون دولار في يوم افتتاحه محليًا، ليصبح أكبر افتتاح ليوم واحد في التاريخ المحلي، متغلبًا على فارس الظلام الذي حقق 67.2 مليون دولار. ساهم هذا الافتتاح بقوة في تحقيق رقم قياسي آخر: حيث أنها كانت المَرَّة الأولى التي حققت فيها أفضل عشرة أفلام في شباك التذاكر المحلي إجمالي أرباح يزيد عن 100 مليون دولار في يوم واحد.
عطلة نهاية الأسبوع الافتتاحية لـ ملحمة الشفق: قمر جديد هي تاسع أعلى عطلة نهاية أسبوع إفتتاحية دخلا في التاريخ المحلي حيث بلغت 142.839.137 دولارًا. حقَّق الفيلم أيضًا المركز سادس كـأعلى عطلة نهاية أسبوع افتتاحية دخلا في جميع أنحاء العالم بإجمالي أرباح قدره 274.9 مليون دولار.

### استجابة النُّقاد
بينما نجحت سلسلة الشفق في شباك التذاكر، كان الاستقبال النقدي للأفلام مختلطًا.
وصف الناقد في جريدة نيويورك أرموند وايت السلسلة بأنها «بوب كلاسيكي تقليدي»، وأشاد بهاردويك لتحويلها «سلسلة كتب ماير إلى رؤية برونتية». قدمت يو إس إيه توداي الفيلم اثنين من أصل أربعة نجوم وكتبت كلوديا بويج: «يُقال إن ماير شاركت في إنتاج فيلم الشفق، لكن روايتها كانت أكثر تشويقًا من الفيلم المضحك عن غير قصد والذي يُنسى بسرعة.»
وصف روبرت إجنيزيو من كليفلاند سين ملحمة الشفق: قمر جديد بأنه «خيال ترفيهي»، وأشار إلى أنه "يتمتع بمظهر مرئي أقوى [من الشفق] ويقوم بعمل أفضل مع مشاهد الحركة مع استمرار التركيز على مثلث الحب المركزي ". قدم مايكل أوسوليفان من صحيفة واشنطن بوست الفيلم نجمتين ونصف من أصل أربعة، وأشاد بأداء كريستين ستيوارت في الفيلم وكتب: "على الرغم من الميلودراما التي في بعض الأحيان، كانت كافية لجعلنا نُصابُ على مرض السكري، هناك ما يكفي من الحديث المستذئبين في هذا الفيلم المثير، مرح مخيف لإرضاء أي شخص ". أعطت سياتل بوست إنتليجنسر الفيلم درجة «ب» وقالت: "يبدو الفيلم رائعًا، والحوار جيد، وهناك العديد من النكات الموضوعة جيدًا، والتمثيل على ما يرام." استجاب ميك لاسال من سان فرانسيسكو كرونيكل بمراجعة أكثر تباينًا، حيث قال: "ماعدا هذا الفيلم لإرضاء معجبيه. الاخرون ، استعدوا لمسلسل / مسابقة ملكة جمال غريبة، تتكون من سلسلة من المشاهد الثابتة مع الشخصيات الدخول في الإطار ليعلنوا بالضبط ما يفكرون فيه ". أعطى روجر إيبرت الفيلم نجمة واحدة من أصل أربعة، وقال عن الأفلام إنها "تأخذ الإنجاز الفاتر من الشفق، ويقضي عليه، ويتركه للأزمات". ألهم إصدار الفيلم أيضًا النقد النسوي، حيث سلط أوين جليبرمان من انترتينمنت ويكلي الضوء على الادعاء بأن إدوارد كولين أفضل قليلاً من مطارد. على أي حال، يشير تدفق المشاهد إلى المسارح إلى الأهمية المتزايدة للديموغرافية الأنثوية في إملاء أذواق هوليود.
نشرت هوليوود ريبورتر مراجعة إيجابية عن ملحمة الشفق:خسوف قائلة إن الفيلم «متقن». ذكرت مجلة فارايتي أن الفيلم «يبدو أخيرًا وكأنه الفيلم الرائج الذي يستحقه هذا الامتياز الأعلى دخلاً». ذكرت إحدى المراجعات أن الفيلم كان الأفضل في الشفق حتى الآن، معترفًا بأن «الشخص الذي يجب أن يشعر بالقلق هو بيل كوندون، المخرج الذي تم اختياره للنهاية المكونة من جزأين، الشفق:بزوغ الفجر. لديه تحدٍ حقيقي لصنع أفلام جيدة مثل الكسوف». أ. أشاد سكوت من صحيفة نيويورك تايمز بقدرة ديفيد سليد على صنع فيلم ترفيهي، واصفا إياه بأنه مضحك وأفضل من سابقيه، لكنه أشار إلى أن التمثيل لم يتحسن كثيرًا.
قالت مراجعة أكثر سلبية أنه في حين أن «الكسوف يعيد بعض الطاقة التي خرجت منها قمر جديد من الامتياز ولديها ما يكفي من العروض عالية الجودة لإبقائها متورطة»، فإن الفيلم «ليس مغير اللعبة المشحون بالأدرينالين لكارهي قصة الحب أن تسويقها قد يقودك إلى الاعتقاد. تظل غالبية» الإجراء" مطولة ولا تتلألأ بشكل خاص في المحادثات بين المثلث المركزي - أو لا ينبغي - ". روجر إيبرت من شيكاغو سن-تايمز أعطى الفيلم مراجعة أكثر إيجابية من أول فيلمين في الملحمة، لكنه شعر أن الفيلم كان محادثة ثابتة وغير ماهرة بين الشخصيات الرئيسية الثلاثة. وانتقد «النظرات» التي قدمها كل من إدوارد وجاكوب لبيلا طوال الفيلم، وأشار إلى أن سلسلة الجبال التي تظهر في الفيلم تبدو «مثل المناظر الطبيعية التي رسمها بوب روس الذي يوضح لك كيفية رسم أشياء من هذا القبيل». كما توقع أن عدم فهم سلسلة الأفلام بشكل عام لن يبشر بالخير لدى الجمهور، قائلاً: «أشك في أن أي شخص ليس على دراية وثيقة بالأجزاء السابقة يمكنه أن يصنع رأساً أو ذيلاً في المشاهد الافتتاحية». أعطى الفيلم نجمتين من أصل 4.
تلقى الشفق:بزوغ الفجر - الجزء 1 آراء سلبية في الغالب من النقاد. أفاد مجمع مراجعة طماطم فاسدة أن 25٪ من النقاد (من بين 207 مراجعة تم احتسابها) أعطوا الفيلم مراجعة إيجابية، ويقرأ إجماع الموقع «بطيء، غير مبتهج ومليء باللحظات الفكاهية غير المقصودة، كسر الفجر الجزء 1 قد يرضي المؤمنين في فيلم الشفق، لكنها مخصصة فقط لمحبي الامتياز». حظي الجزء الثاني باستقبال نقدي مختلط ولكنه كان أكثر تفضيلًا من الجزء 1. قال ريتشارد روبر إن «الإدخال الخامس والأخير في امتياز الشفق الناجح تاريخيًا هو الأكثر وعياً بذاته وفي بعض النواحي الأكثر إمتاعًا»، مما يمنحه درجة C +.

## الشفق في الثقافة الشعبية
كان لسلسلة المراهقين البرتغالية لعام 2010 لوا فاريلا (القمر الأحمر) فرضية مماثلة لرومانسية مصاصي الدماء لكنها اختلفت في القصة. صدر فيلم محاكاة ساخرة في نفس العام بعنوان مصاصي الدماء تمتص، انتحل سلسلة الأفلام. عرض تلفزيوني داخل الكندي لفيلم مصاص دماء المراهقين الكندي جليسه اطفالي مصاصه دماء والمسلسل التلفزيوني التكميلي الغسق هو محاكاة ساخرة لشفق.
فيلم الرياح العاجلة لعام 2012 (يسخر من عنوان بزوغ الفجر، ولكن يسخر من سلسلة الأفلام بأكملها)، من إخراج كراغ موس (اشتهر بـ الاعذر الذي اطاح بساره مارشال واحس بالسوء حيال ذلك)، هو أيضًا محاكاة ساخرة للأفلام ونسخة ساخرة من بزوغ الفجر - الجزء 1- 1. تم إصدار فيلم الرسوم المتحركة فندق ترانسيلفانيا في نفس العام، وله مشهد مستوحى من الشفق.
المسرحية الهزلية الفلبينية لعام 2013 بعنوان والدي مصاص دماء تشبه بعض مشاهد الشفق.